# L’Escalier
L'Escalier – miasto na Mauritiusie; w dystrykcie Black River. Według danych szacunkowych, w 2014 roku liczyło 7908 mieszkańców